# 馬糞森山
馬糞森山（ばふんもりやま）は、青森県平川市と秋田県鹿角郡小坂町との県境にある標高785.6mの山。

## 概要
馬糞や饅頭のような「こんもり」とした形状が特徴である。秋田県側では、米代川支流小坂川の上流域にある。
国道282号から古遠部川（ふるとおべがわ、小坂川水系）上流にある「中の又林道」へ入ると眺めることができるほか、登山路も設置されている。

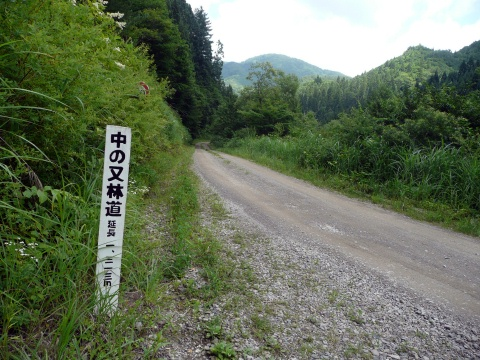
中の又林道入口付近から見た馬糞森山